# Complesso archeologico di Tamuli
Il complesso nuragico di Tamùli è un importante sito archeologico risalente all'età del Bronzo medio (1500-1200 a.C.). È situato ad una altezza di 720 m, sul declivio del monte Sant'Antonio, dove la catena del Marghine si congiunge con il Montiferru e fa parte del comune di Macomer, provincia di Nuoro, da cui dista circa 5 chilometri.
Il sito era ben noto già nella prima metà dell'Ottocento grazie soprattutto alla descrizione che lo studioso gen. Alberto Della Marmora fece nel suo Voyage en Sardaigne, pubblicato nel 1840. Nell'atlante allegato illustrò compiutamente con numerosi disegni il nuraghe, due delle tre tombe dei giganti presenti, i betili ed alcuni conci presenti sul posto; molto ricca anche la documentazione fotografica pubblicata da Christian Zervos a Parigi, nel 1954.
Al 1973 risale la prima campagna di scavi a cura di Ercole Contu e Renato Loria.
Il complesso archeologico di Tamuli comprende una serie di sezioni diversificate quali un nuraghe, un villaggio e una necropoli.

## Il nuraghe ed il villaggio
Il nuraghe domina l'intera area dall'alto di uno sperone di roccia basaltica. È un nuraghe a corridoio di tipo complesso, con torre centrale a pianta circolare e due torri laterali costruite sulla fronte, sfruttando la morfologia della roccia affiorante. Il mastio è crollato all'interno e l'ingresso, che introduce in un corridoio ora a cielo aperto, si interrompe dopo circa tre metri a causa delle macerie. Recenti ipotesi suggeriscono che in realtà la struttura sia da considerare un protonuraghe. 
Anche il bastione a causa dei crolli è pressoché inaccessibile. Nel lobo sinistro è possibile percorrere un corridoio che però si interrompe dopo circa sei metri.
Ai piedi del nuraghe sorge il villaggio (non ancora completamente portato alla luce) composto da almeno 15 capanne, a pianta circolare o ellittica, realizzate a secco con muri a doppio paramento, alcune delle quali ancora intatte e riutilizzate dai pastori come ricovero per il bestiame sino ad epoca recente.
Sia il nuraghe che il villaggio erano protetti da un antemurale costruito con grossi blocchi di trachite appena sbozzati.

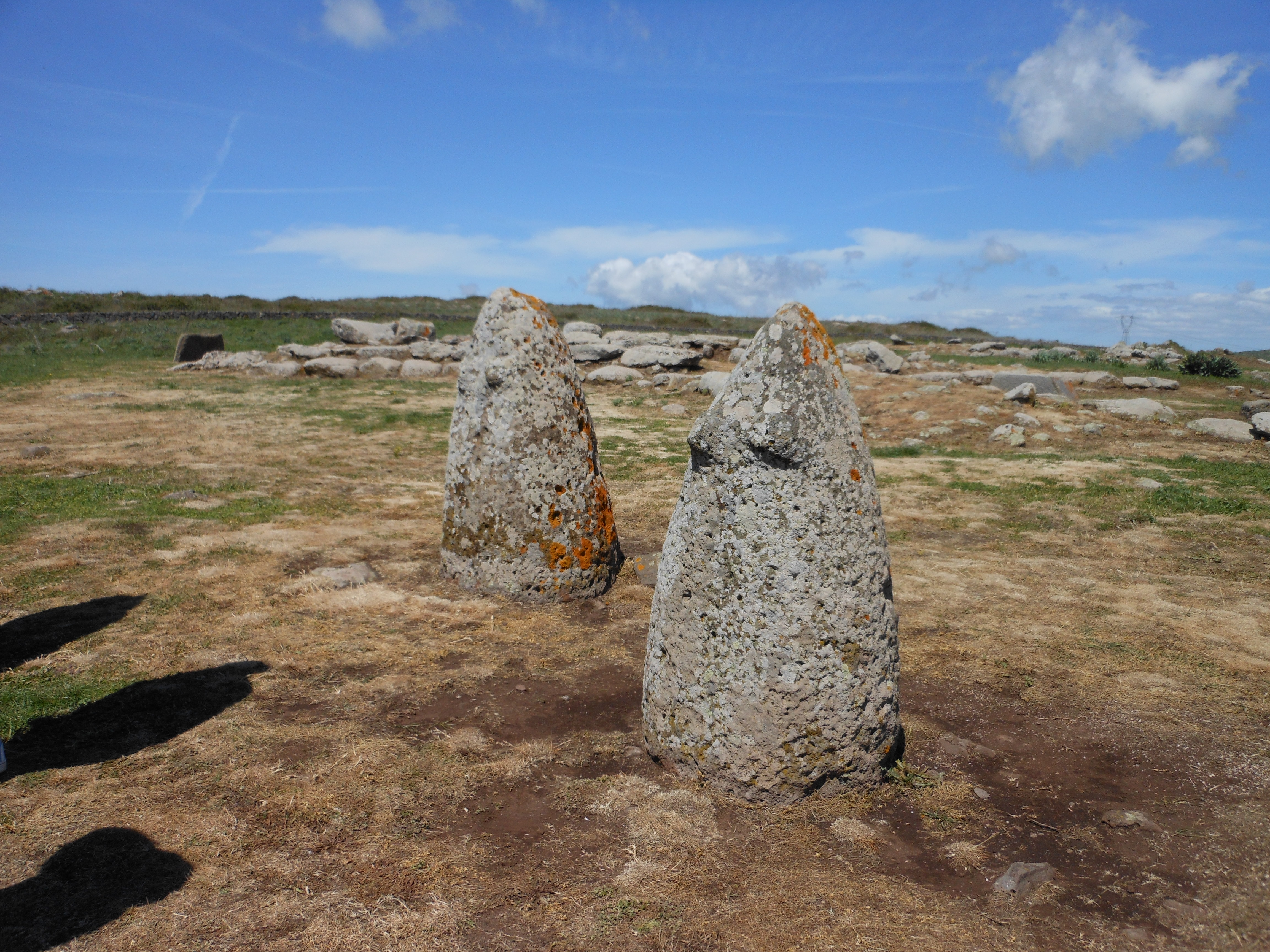
Due dei sei bétili del complesso di Tamuli.

## La zona funeraria
A circa 150 metri dal villaggio è presente la necropoli, composta da tre tombe dei giganti del tipo isodomo con pareti a filari e lastra di testata, una delle quali si ipotizza mai completata in quanto mancante di reperti ceramici o ossei, fatta eccezione per una moneta punica rinvenuta in prossimità dell'ingresso. Le altre due, meglio conservate, ripropongono la tipica pianta a forma taurina, con corpo tombale absidato, della lunghezza rispettivamente di 14,40 e 11,40 m e camera funeraria all'interno, ed esedra semicircolare circoscritta da una serie di ortostati di altezza digradante a partire da quello centrale. 
Nell'area dell'esedra e tutt'intorno alle tombe sono presenti numerosi conci finemente martellinati e di varie forme e grandezza.
Il particolare più interessante di questa sepoltura sono sicuramente i sei bétili (pietre antropomorfe figurate) disposti lungo il fianco di una tomba. Conosciuti localmente come sas perdas marmuradas sono dei monoliti ortostatici in basalto di forma conica molto ben lavorati. Tre di essi sono a superficie liscia mentre gli altri sono provvisti, nella parte superiore, di due bozze coniche mammillari, probabilmente a rappresentare le divinità maschili e femminili, tutrici dell'area funeraria da essi delimitata e segnata. L'altezza dei bétili varia da 124 a 140 cm per la prima triade e da 95 a 108 cm per la seconda.